# Curry

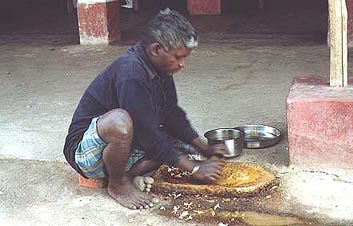
Un indian preparând "massala"

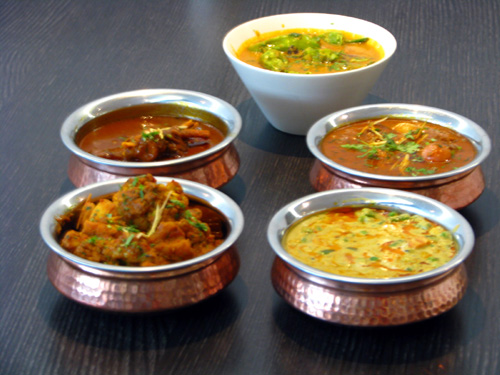
Diverse "curry" indiene

Curry este numele generic adoptat în Occident pentru a descrie o serie de mâncăruri elaborate cu un amestec de condimente, tipic bucătăriilor asiatice. Numele a fost popularizat de către coloniștii britanici din Pakistan, India și era utilizat pentru a descrie o serie de mâncăruri locale cu sos. Cuvântul curry deriva din “kari” însemnând “sos” în limba tamilă. De fapt, cuvântul este foarte puțin utilizat în India, unde se preferă denumiri locale, dintre care cea mai cunoscută este “massala” care înseamnă "amestec".

## Ingrediente
Compoziția și proporția condimentelor utilizate variază. Cu toate acestea, se poate spune că un curry conține în general ghimbir, usturoi, ceapă, coriandru, cardamom, chimen, scorțișoară, curcuma, ardei iute, fenicul, asafoetida, cuișoare, sare, semințe de muștar etc.